# Opéra Bastille
Opéra Bastille – nowoczesny gmach opery, siedziba zespołu Narodowej Opery Paryża. Wzniesiony przy Placu Bastylii w 12. okręgu paryskim za prezydentury François Mitterranda, miał w założeniach zastąpić stary gmach Opery Garnier, co jednak nie nastąpiło.
Celem Mitterranda było powstanie gmachu, w którym muzyka poważna mogłaby być popularyzowana wśród szerszych mas społecznych. Zainspirowany został znacznie starszą (pochodzącą z 1968 r.), przedstawioną przez kompozytora Pierre'a Bouleza ideą teatru ludowego. Prezydent Francji zainaugurował projekt budowy nowej opery (l'Établissement PuA) i otworzył konkurs na architekta budynku. Z 756 przedstawionych opcji wybrana została koncepcja żyjącego w Kanadzie urugwajskiego architekta Carlosa Otta.
W celu budowy opery dokonano kolejnych kontrowersyjnych zmian w zabudowie przestrzennej Paryża - wyburzono zabytkowy dworzec Paris Bastille z 1859 r., późniejszą galerię sztuki, oraz zamknięto perspektywę ulicy Św. Antoniego.
Gmach ma 2723 miejsca siedzące. Ma kształt nieregularnej kostki z zewnętrznymi ścianami ze szkła, z których od wewnątrz roztacza się szeroki widok na miasto. Obiekt jest ceniony przez architektów i chwalony przez widzów, jednak środowiska krytyków muzycznych od lat poddają go krytyce ze względu na słabą, w porównaniu z innymi słynnymi gmachami opery, akustykę. Stało się to zresztą jednym z powodów, dla których nie zdołał on całkowicie zastąpić Opery Garnier.
Inauguracja budynku miała miejsce w dwusetną rocznicę szturmu na Bastylię w 1789 z udziałem Plácido Domingo i Teresy Berganzy. Pierwsze przedstawienie operowe w budynku odbyło się w niecały rok później, 17 marca 1990, byli to Trojanie Hectora Berlioza.